# Witchblade – Die Waffe der Götter (Film)
Witchblade – Die Waffe der Götter ist ein US-amerikanischer Mysteryfilm aus dem Jahr 2000 des Regisseurs Ralph Hemecker. Nach dem Film erschien die gleichnamige Fernsehserie (2001–2002).

## Inhalt
Als eine ihrer besten Freundinnen ermordet wird, ist die NYPD-Mordkommissarin Sara Pezzini verbittert darüber, dass sie den Mörder nicht vor Gericht stellen kann. Sara ist sich sicher, dass der Mörder Tommy Gallo ist, ein legendärer Killer, der unantastbar zu sein scheint.
Nachdem einer von Gallos Handlangern ihren Partner Danny Woo angegriffen hat, verfolgt Sara ihn bis in ein Museum, in dem unter anderem die Artefakte von Jeanne d’Arc ausgestellt sind. Auf der Suche nach Gallos Mann ist Sara für einen Moment von einem Metallhandschuh in einer Vitrine gebannt und von einer mysteriösen Gestalt überrascht, die so schnell verschwindet, wie sie erschienen ist. Während einer wilden Schießerei im Museum wird die Vitrine zerschmettert und der Handschuh rast durch den Raum und findet Saras Arm, der sie auf wundersame Weise beschützt. Mit der Zeit scheinen all diese Ereignisse durch die Machenschaften eines Milliardärs namens Kenneth Irons izusammenzuhängen, eines Mannes, der von einem Artefakt namens Hexenklinge besessen ist.
Die Hexenklinge ist eine magische Waffe, die auswählt, wer sie tragen wird, – und sie hat im Laufe der Jahrhunderte nur wenige Krieger ausgewählt, allesamt Frauen. Um die Hexenklinge zu verstehen und warum sie ausgewählt wurde, um sie einzusetzen, beginnt Sara eine schwierige Suche nach Selbstfindung und Gerechtigkeit.

## Produktion
Im April 1998 kündigte Turner Network Television Pläne für den zweistündigen Live-Action-Spielfilm Witchblade an, der Anfang 1999 im Rahmen der deutlichen Ausweitung des ursprünglichen Programms des Kabelnetzwerks Premiere haben soll. Der Film sollte der Pilot einer einstündigen TNT-Serie sein, die die erste Dramaserie des Filmemachers Oliver Stone für das Fernsehen sein sollte. Der ausführende Produzent Stone brachte das Projekt von Top Cow zu Warner Bros. Television, das sich bereit erklärte, die Entwicklung zu finanzieren, und Witchblade zu TNT, einem Schwesterunternehmen der Time-Warner-Familie. Im Oktober 1999 befand sich der Pilotfilm noch in der Entwicklung mit Stones Firma Illusion Entertainment. Als die Dreharbeiten im Februar 2000 begannen, war Stone nicht mehr an das Witchblade-Projekt gebunden. Stattdessen wurde Witchblade von Dan Halsted, Stones ehemaligem Partner, und Marc Silvestri von Top Cow Productions als Executive Producer produziert.
Der ausführende Produzent Marc Silvestri erklärte Stones Abgang während der Produktion: „Wie bei allen Dingen in Hollywood waren es mehrere Zugunglücke, die es irgendwie zum Bahnhof geschafft haben. Ehrlich gesagt wundert es mich, wie überhaupt etwas produziert wird.“ Silvestri führte Stones Abgang auf künstlerische Differenzen mit TNT zurück.
Das Fernsehspiel von J. D. Zeik ist eine lose Adaption des Top-Cow-Comics. Regisseur Ralph Hemecker sagte: „Wir verwenden das Comic-Buch, um die wesentliche Bestandteile der Geschichte zu erhalten. Wir haben viele Elemente der ursprünglichen acht Ausgaben des Comics beibehalten ... und es so zu einem charakterbasierten Stück gemacht“.
Witchblade wurde im Februar und März 2000 in Toronto gedreht.

## Kritik
„[...] Politfilm einer Fantasy-Fernsehserie, die auf pure Action ausgelegt ist und gerade an diesem Ansatz scheitert, da die entsprechenden Sequenzen eher altbacken und mit peinlichen "Matrix"-Anleihen ausgestattet sind. Da auch die Entwicklung der Charaktere zu kurz gekommen ist, wollen Freude und Spannung nicht so recht aufkommen.“

Witchblade war der bestbewertete Film in der Woche vom 21. bis 27. August 2000 und erhielt für seine Erstausstrahlung eine Nielsen-Bewertung von 4,5 (3.491.000 Haushalte). Das TNT Original war auch der Top-Film bei den Erwachsenen zwischen 18 und 49 (3.157.000) und das meistgesehene Programm bei den Erwachsenen zwischen 25 und 54 (3.631.000). Der Thriller war im Oktober 2000 immer noch der Originalfilm Nummer eins unter den Erwachsenen zwischen 18 und 49 Jahren und zwischen 25 und 54 Jahren, als TNT bekannt gab, dass er 11 einstündige Folgen einer Action-Drama-Serie in Produktion genommen hatte.